# Louise Ringsing
Louise Ringsing (Næstved, 20 agosto 1996) è una calciatrice danese, allenatrice-giocatrice, di ruolo difensore, del Næstved.

## Carriera

### Club
Ringsing si appassiona al calcio fin dall'infanzia, iniziando a dare i primi calci nel  Karise IK dall'età di 4 anni. Negli anni successivi cambia più volte società fino ad approdare, quindicenne, al Brøndby e dopo una stagione iniziando un'avventura all'estero giocando il campionato giovanile tedesco con la formazione Under-17 del Turbine Potsdam.
Nell'estate 2013 torna al Brøndby che le offre un posto nella squadra titolare che disputa l'Elitedivisionen, il livello di vertice del campionato danese femminile di calcio. Già alla prima stagione condivide con le compagne la conquista della Coppa di Danimarca mentre nella successiva la squadra centra il double campionato-coppa. Grazie a questo risultato fa il suo debutto in UEFA Women's Champions League nella stagione 2015-2016,
Durante il calciomercato estivo 2016 si trasferisce alle campionesse di Danimarca del Fortuna Hjørring tornando a disputare la Women's Champions League. Rimane con la società una stagione e mezza, giungendo seconda dietro al Brøndby sia nella prima che nella seconda fase del campionato 2016-2017, e vestendo la maglia del Fortuna Hjørring fino all'inverno successivo.
Durante il calciomercato invernale 2018-2019 torna a disputare il campionato tedesco, firmando un contratto con il Bayer Leverkusen con cui disputa la seconda parte della 2. Frauen-Bundesliga 2017-2018, ottenendo al termine del torneo la promozione in Frauen-Bundesliga. Rimane con la società di Leverkusen un'altra intera stagione, riuscendo ad ottenere il 10º posto in campionato e la conseguente salvezza.
Nell'estate 2019 fa ritorno in Danimarca sottoscrivendo un accordo con il Brøndby per la stagione entrante. Torna a giocare in  alla 4 giornata di campionato, nell'incontro perso 2-1 con il Fortuna Hjørring.

## Palmarès

### Club
- Campionato danese: 1

Brøndby: 2014-2015
- Campionato tedesco di seconda divisione: 2

Bayer Leverkusen: 2017-2018
RB Lipsia: 2022-2023
- Coppa di Danimarca: 2

Brøndby: 2013-2014, 2014-2015